# Thomas Gerard Gallagher
Thomas Gerard Philip Gallagher (1954) ensinou política na Universidade de Bradford até 2011 onde é actualmente Professor Emérito. Licenciou-se em Política e História Moderna pela Universidade de Manchester em 1975 e obteve o doutoramento em Governo pela mesma instituição em 1978.  Foi professor de História no Edge Hill College, Lancashire, até 1980, antes de se juntar ao quadro permanente da Universidade de Bradford em 1996.
Tom leccionou e investigou diferentes aspectos da política do nacionalismo e publicou 13 livros sobre temas que vão desde a política territorial britânica, a crise da UE, a religião e o nacionalismo na Europa contemporânea, até aos conflitos e à construção da paz nos Balcãs.
Tom foi examinador externo para a licenciatura (Hons) em Política, Queens University Belfast, 1996-99, Mestrado em Estudos Europeus, Universidade de Exeter, 2000-03, e Mestrado em Relações Internacionais e Resolução de Conflitos, Dublin City University, 2004- 8.

### Livros de História Contemporânea
- Gallagher, Tom (1979). Dictatorial Portugal, 1926-1974: a bibliography (em inglês). [S.l.]: Published under the auspices of the International Conference Grp. on Modern Portugal c/o Dept. of History, University of New Hampshire
- Gallagher, Tom (1983). Portugal : a twentieth-century interpretation. [S.l.]: Manchester University Press. ISBN 9780719008764
- Gallagher, Tom (1987). Glasgow, the uneasy peace : religious tension in modern Scotland, 1819-1914. [S.l.]: Manchester University Press. ISBN 9780719023965
- Gallagher, Tom (1987). Edinburgh divided : John Cormack and no popery in the 1930s. [S.l.]: Polygon. ISBN 978-0948275401
- Gallagher, Tom (1995). Romania after Ceaușescu : the politics of intolerance. [S.l.]: Edinburgh University Press. ISBN 9780748606139
- Gallagher, Tom (2001). Outcast Europe : the Balkans, 1789-1989, from the Ottomans to Milošević. [S.l.]: Routledge. ISBN 0415270898
- Gallagher, Tom (2003). The Balkans after the Cold War : from tyranny to tragedy. [S.l.]: Routledge. ISBN 0415277639
- Gallagher, Tom (2005). The Balkans in the new millennium : in the shadow of war and peace. [S.l.]: Routledge. ISBN 9780415349406
- Gallagher, Tom (2005). Theft of a nation : Romania since communism. [S.l.]: Hurst & Co. ISBN 9781850657163
- Gallager, Tom (2009). The illusion of freedom : Scotland under nationalism. [S.l.]: Hurst. ISBN 9781850659952
- Gallagher, Tom (2009). Romania and the European Union: how the weak vanquished the strong (em inglês). [S.l.]: Manchester University Press. ISBN 978-0-7190-7743-2
- Gallagher, Tom (2013). Divided Scotland: Ethnic Friction and Christian Crisis (em inglês). [S.l.]: Argyll. ISBN 978-1-908931-28-3
- Gallagher, Tom (2014). Europe's Path to Crisis: Disintegration via Monetary Union (em inglês). [S.l.]: Manchester University Press. ISBN 978-0-7190-9604-4
- Gallagher, Tom (2015). Scotland now : a warning to the world. [S.l.]: Scotview Publications. ISBN 978-0993465406
- Gallagher, Tom (2020). SALAZAR : the dictator who refused to die. [S.l.]: C HURST & CO PUB LTD. ISBN 978-1787383883

### Novelas
- Gallagher, Tom (2018). Flight of Evil, A North British Intrigue (em inglês). [S.l.]: Scotview Publications
- Gallagher, Tom (2018). England Possessed (em inglês). [S.l.]: Scotview Publications

### Volumes Editados
- Pridham, Geoffrey; Gallagher, Tom; Pridham, Professor of European Politics and Director Centre for Mediterranean Studies Geoffrey (2000). Experimenting with Democracy: Regime Change in the Balkans (em inglês). [S.l.]: Routledge. ISBN 978-0-415-18726-8
- Gallagher, Tom; Williams, Allan M. (1989). Southern European Socialism: Parties, Elections, and the Challenge of Government (em inglês). [S.l.]: Manchester University Press. ISBN 978-0-7190-2500-6
- Walker, Graham (1990).  Gallagher, Tom, ed. Sermons and battle hymns: Protestant popular culture in modern Scotland (em inglês). [S.l.]: Edinburgh University Press. ISBN 978-0-7486-0217-9

### Outros
- Gallagher, Tom (1990).  Blinkhorn, Martin, ed. Fascists and conservatives : the radical right and the establishment in twentieth-century Europe. [S.l.]: Unwin Hyman. pp. 157–176. ISBN 004940086X

Gallgher, Tom (1996).  Buchanan, Tom; Conway, Martin, eds. Political Catholicism in Europe, 1918-1965 (em inglês). [S.l.]: Clarendon Press ; Oxford University Press. ISBN 978-0-19-820319-3

### Artigos Seleccionados
- Gallagher, Tom (1979). «The Portuguese Communist Party and Eurocommunism». The Political Quarterly (em inglês). 50 (2): 205–218. ISSN 1467-923X. doi:10.1111/j.1467-923X.1979.tb02452.x
- Gallagher, Tom (1979). «Controlled Repression in Salazar's Portugal». Journal of Contemporary History (em inglês). 14 (3): 385–402. doi:10.1177/002200947901400302
- Gallagher, Tom (Setembro de 2018). «Salazar: Portugal's Great Dictator». History Today (em inglês). 68 (9)